# Beeld van Martin Luther King
Het Beeld van Martin Luther King is een artistiek kunstwerk in Amsterdam-Zuid.
Kunstenaar Airco Caravan (ook wel Maria Koning of Ine Reijnen) wilde in 2018 onder de noemer Monument for Martin Luther King de sterfdatum van Martin Luther King de aandacht brengen door een halve meter hoog beeldje te (laten) plaatsen in steden in Europa en Noord-Amerika. Ook zou een aantal politici als Sylvana Simons, Barack Obama en Michelle Obama anoniem een exemplaar van het beeld ontvangen. Het project, in samenwerking met Ien Sluyters en Marjon Deul, lekte echter uit. Een van de beeldjes werd wel geplaatst bij de ingang van het Martin Luther Kingpark, als “guerilla pop-up expo”. Een aantal beeldjes werd slachtoffer van vandalisme.
De kunstenaar richtte zich vervolgens tot het bestuur van Stadsdeel Zuid om tot een definitievere plaatsing van het eerbetoon te komen. Plaatsing van een beeld van de naamgever van het park leek haar logisch. In overleg met buurtbewoners en parkbezoekers zou naar een goede plaats in het park gezocht worden. Vervolgens werd er niet meer over gesproken. De kunstenaar was het wachten beu en plaatste op eigen initiatief op 15 januari 2020 (de geboortedag van King) een groter, bronzen beeld van King. Ze had verwacht daarbij gestoord en tegengehouden te worden, maar niemand reageerde op haar werkzaamheden. Deze waren intens, want het beeld moest met behulp van een betonboor op zijn plaats vastgezet worden. Het beeld is 1,20 meter hoog. De kunstenaar financierde het zelf en hoopte dat het beeld mag blijven staan. 
De plaatsing van het beeld is enkele maanden later alsnog goedgekeurd door de gemeente, na vragen van de SP. Tiers Bakker, gemeenteraadslid van de SP, vertelde tijdens de officiële onthulling: “Met dit beeld creëren we ruimte om kritiek te hebben. Het moet ons herinneren dat er nog veel te doen is in deze tijd. Racisme in Nederland is een groot probleem.” 
Dominee, burgerrechtenactivist en voormalig perschef van Martin Luther King Harcourt Klinefelter was aanwezig om het standbeeld officieel te onthullen. Hij nam de beroemde speeches van King op en liep met zijn bandrecorder en microfoon mee in de mars van Selma naar Montgomery in 1965.
Op de rug van het beeld staat te lezen:
"The ultimate tragedy is not the oppression and cruelty by the bad people, but the silence over that by the good people.”